# Campionati mondiali di sollevamento pesi 2017 - 94 kg maschile
Le gare di sollevamento pesi della categoria fino a 94 kg maschile — pesi mediomassimi — dei campionati mondiali del 2017 si sono svolte il 3 dicembre 2017 ad Anaheim presso l'Anaheim Convention Center Arena.
Aurimas Didžbalis, inizialmente classificatosi al 2º posto – e quindi vincitore della medaglia d'argento nel totale e della medaglia di bronzo nello strappo – nel gennaio del 2018 fu riscontrato positivo al modulatore selettivo del recettore degli androgeni (SARM S-22) e squalificato per otto anni, fino al gennaio del 2026. La medaglia d'argento fu riassegnata all'iraniano Ayoub Mousavi, mentre la medaglia di bronzo nello strappo fu riassegnata all'egiziano Ragab Abdelhay.

## Programma
L'orario indicato corrisponde a quello californiano (UTC–08:00)
| Data            | Orario | Evento   |
| --------------- | ------ | -------- |
| 3 dicembre 2017 | 08:55  | Gruppo B |
| 3 dicembre 2017 | 15:25  | Gruppo A |

## Medagliati
Per ciascun esercizio, i primi tre classificati sono i seguenti:
| Esercizio | Oro           | Oro    | Argento            | Argento | Bronzo         | Bronzo |
| --------- | ------------- | ------ | ------------------ | ------- | -------------- | ------ |
| Strappo   | Sohrab Moradi | 184 kg | Farkhodbek Sobirov | 183 kg  | Ragab Abdelhay | 172 kg |
| Slancio   | Sohrab Moradi | 233 kg | Fares El-Bakh      | 220 kg  | Ayoub Mousavi  | 214 kg |
| Totale    | Sohrab Moradi | 417 kg | Ayoub Mousavi      | 385 kg  | Fares El-Bakh  | 383 kg |

## Record
Prima di questa competizione, i record mondiali esistenti erano i seguenti:
| Record mondiale | Strappo | Akakios Kakiasvilis | 188 kg | Atene, Grecia         | 27 novembre 1999  |
| Record mondiale | Slancio | Szymon Kołecki      | 232 kg | Sofia, Bulgaria       | 29 aprile 2000    |
| Record mondiale | Totale  | Sohrab Moradi       | 413 kg | Aşgabat, Turkmenistan | 23 settembre 2017 |

## Risultati
| Pos. | Atleta                   | Gr. | Peso atleta | Strappo (kg) | Strappo (kg) | Strappo (kg) | Strappo (kg) | Slancio (kg) | Slancio (kg) | Slancio (kg) | Slancio (kg) | Totale |
| Pos. | Atleta                   | Gr. | Peso atleta | 1            | 2            | 3            | Pos.         | 1            | 2            | 3            | Pos.         | Totale |
| ---- | ------------------------ | --- | ----------- | ------------ | ------------ | ------------ | ------------ | ------------ | ------------ | ------------ | ------------ | ------ |
|      | Sohrab Moradi (IRN)      | A   | 94.00       | 176          | 182          | 184          |              | 220          | 233          | —            |              | 417    |
|      | Ayoub Mousavi (IRN)      | A   | 93.79       | 166          | 166          | 171          | 4            | 208          | 214          | 218          |              | 385    |
|      | Fares El-Bakh (QAT)      | A   | 92.77       | 163          | 167          | 167          | 10           | 210          | 215          | 220          |              | 383    |
| 4    | Ragab Abdelhay (EGY)     | A   | 93.91       | 165          | 170          | 172          |              | 205          | 206          | 209          | 4            | 378    |
| 5    | Boady Santavy (CAN)      | B   | 92.04       | 157          | 160          | 165          | 7            | 195          | 201          | 206          | 6            | 366    |
| 6    | Marco Gregório (BRA)     | A   | 93.56       | 165          | 170          | 170          | 6            | 195          | 201          | 201          | 9            | 360    |
| 7    | Nathan Damron (USA)      | B   | 93.14       | 152          | 157          | 157          | 13           | 192          | 200          | 201          | 7            | 358    |
| 8    | Georgi Shikov (BUL)      | A   | 94.00       | 164          | 167          | 167          | 8            | 191          | 191          | 197          | 13           | 355    |
| 9    | Artur Mugurdumov (ISR)   | B   | 93.54       | 155          | 158          | 160          | 12           | 190          | 190          | 195          | 11           | 353    |
| 10   | Andrés Serna (COL)       | B   | 90.01       | 155          | 155          | 160          | 11           | 192          | 192          | 202          | 12           | 352    |
| 11   | Vikas Thakur (IND)       | B   | 93.42       | 150          | 155          | 157          | 15           | 192          | 196          | 196          | 8            | 351    |
| 12   | Manuel Sánchez (ESP)     | B   | 93.91       | 150          | 155          | 160          | 14           | 190          | 195          | 198          | 10           | 350    |
| 13   | Chen Po-jen (TPE)        | B   | 93.35       | 160          | 165          | 166          | 5            | 180          | 180          | 189          | 19           | 346    |
| 14   | Rigoberto Pérez (MEX)    | B   | 93.99       | 146          | 150          | 151          | 20           | 184          | 189          | 191          | 14           | 337    |
| 15   | Eero Retulainen (FIN)    | B   | 93.99       | 147          | 151          | 152          | 18           | 183          | 189          | 192          | 15           | 336    |
| 16   | Edmon Avetisyan (GBR)    | B   | 93.59       | 145          | 149          | 151          | 16           | 178          | 180          | 188          | 18           | 331    |
| 17   | Leonard Cobzariu (ROU)   | B   | 93.68       | 150          | 150          | 157          | 17           | 180          | 185          | 186          | 17           | 330    |
| 18   | Forrester Osei (GHA)     | B   | 93.69       | 143          | 147          | 150          | 19           | 177          | 182          | 182          | 16           | 329    |
| —    | Farkhodbek Sobirov (UZB) | A   | 92.89       | 175          | 177          | 183          |              | 203          | 203          | 205          | —            | —      |
| —    | Colin Burns (USA)        | A   | 93.80       | 163          | 168          | —            | 9            | —            | —            | —            | —            | —      |
| —    | Jürgen Spieß (GER)       | A   | 93.63       | 163          | 163          | 163          | —            | —            | —            | —            | —            | —      |
| —    | Jung Hyeon-seop (KOR)    | A   | 93.50       | 165          | 165          | 165          | —            | 202          | 209          | 210          | 5            | —      |
| DSQ  | Aurimas Didžbalis (LTU)  | A   | 93.56       | 172          | 172          | 176          | —            | 208          | 212          | 212          | —            | —      |